# Camambé
Camambé är en ort i Mexiko.   Den ligger i kommunen Cacahoatán och delstaten Chiapas, i den sydöstra delen av landet, 900 km sydost om huvudstaden Mexico City. Camambé ligger 1 480 meter över havet och antalet invånare är 162.
Terrängen runt Camambé är varierad. Runt Camambé är det ganska tätbefolkat, med 172 invånare per kvadratkilometer. Närmaste större samhälle är Cacahoatán, 19,3 km söder om Camambé. I omgivningarna runt Camambé växer i huvudsak städsegrön lövskog.